# Doug Hopwood
Pas d'image ? Cliquez ici

a Compétitions nationales et continentales officielles uniquement.

b Matchs officiels uniquement.
Douglas John Hopwood dit Doug Hopwood, né le 3 juin 1934 au Cap et décédé le 10 janvier 2002 dans la même ville, est un joueur de rugby international sud-africain. Il évolue au poste de troisième ligne centre.

## Carrière
Il dispute son premier test match le 30 avril 1960 contre les Écossais. Il est ensuite choisi pour disputer deux matchs contre les All Blacks dans une série qui est remportée par les Springboks avec deux victoires, un match nul et une défaite. En 1960-1961 il est sélectionné à quatre reprises avec les Springboks, qui font une tournée en Europe. Il l'emporte sur le pays de Galles 3-0. Il participe ensuite à la victoire sur l'Angleterre 5-0 et enfin sur l'Écosse 12-5. Le 18 février 1961 les Sud-africains concèdent le match nul à Paris 0-0.
Doug Hopwood participe ensuite à trois victoires sur les Irlandais et Australiens en 1961. Doug Hopwood joue contre les Lions britanniques en disputant les quatre matchs de la tournée de 1962. Il joue trois matchs contre les Wallabies en tournée en Afrique du Sud en 1963, il participe en 1964 à la victoire sur le pays de Galles 24-3 suivie de deux défaites contre la France en Afrique du Sud 8-6 et contre l'Écosse en 1965 à Murrayfield (Édimbourg) 5-8. Il est retenu en 1965 pour disputer deux matchs contre les All Blacks, ce sont ses deux dernières rencontres internationales.
Il effectue toute sa carrière au sein de la Western Province.

## Statistiques en équipe nationale
- 22 sélections
- 15 points (5 essais)
- Sélections par saison : 4 en 1960, 6 en 1961, 4 en 1962, 3 en 1963, 2 en 1964, 3 en 1965